# Greg Foster
Gregory Clinton Foster, detto Greg (Oakland, 3 ottobre 1968), è un ex cestista e allenatore di pallacanestro statunitense, professionista nella NBA, in Spagna e in Grecia.

## Carriera
È stato selezionato dai Washington Bullets al secondo giro del Draft NBA 1990 (35ª scelta assoluta).

## Statistiche

### College
| Anno      | Squadra     | PG  | PT | MP   | TC%  | 3P% | TL%  | RP  | AP  | PRP | SP  | PP   |
| --------- | ----------- | --- | -- | ---- | ---- | --- | ---- | --- | --- | --- | --- | ---- |
| 1985-1986 | UCLA Bruins | 31  | 0  | 14,2 | 50,0 | -   | 50,0 | 2,5 | 0,8 | 0,2 | 0,8 | 3,3  |
| 1986-1987 | UCLA Bruins | 11  | 11 | 26,5 | 52,7 | -   | 43,2 | 5,5 | 1,2 | 0,2 | 1,8 | 8,5  |
| 1988-1989 | UTEP Miners | 26  | 24 | 28,0 | 48,1 | 0,0 | 65,1 | 7,3 | 0,7 | 0,2 | 0,8 | 11,1 |
| 1989-1990 | UTEP Miners | 32  | 30 | 26,2 | 46,2 | 0,0 | 81,1 | 6,2 | 1,0 | 0,4 | 1,2 | 10,6 |
| Carriera  | Carriera    | 100 | 65 | 23,0 | 48,1 | 0,0 | 66,1 | 5,2 | 0,9 | 0,3 | 1,0 | 8,2  |

### NBA

#### Regular Season
| Anno       | Squadra            | PG  | PT | MP   | TC%  | 3P%  | TL%  | RP  | AP  | PRP | SP  | PP  |
| ---------- | ------------------ | --- | -- | ---- | ---- | ---- | ---- | --- | --- | --- | --- | --- |
| 1990-1991  | Washington Bullets | 54  | 3  | 11,2 | 46,0 | 0,0  | 68,9 | 2,8 | 0,7 | 0,2 | 0,4 | 4,4 |
| 1991-1992  | Washington Bullets | 49  | 3  | 11,2 | 46,1 | 0,0  | 71,4 | 3,0 | 0,7 | 0,1 | 0,2 | 4,3 |
| 1992-1993  | Washington Bullets | 10  | 0  | 9,3  | 44,0 | -    | 66,7 | 2,7 | 1,1 | 0,0 | 0,5 | 2,4 |
| 1992-1993  | Atlanta Hawks      | 33  | 0  | 6,2  | 46,3 | 0,0  | 72,2 | 1,7 | 0,3 | 0,1 | 0,3 | 3,1 |
| 1993-1994  | Milwaukee Bucks    | 3   | 0  | 6,3  | 57,1 | -    | 100  | 1,0 | 0,0 | 0,0 | 0,3 | 3,3 |
| 1994-1995  | Chicago Bulls      | 17  | 3  | 17,6 | 47,7 | -    | 71,0 | 3,2 | 0,9 | 0,1 | 0,5 | 6,1 |
| 1994-1995  | Minnesota T'wolves | 61  | 0  | 13,9 | 47,0 | 30,4 | 70,0 | 3,4 | 0,4 | 0,2 | 0,3 | 4,6 |
| 1995-1996  | Utah Jazz          | 73  | 2  | 11,0 | 43,9 | 12,5 | 84,7 | 2,4 | 0,3 | 0,1 | 0,3 | 3,8 |
| 1996-1997  | Utah Jazz          | 79  | 12 | 11,6 | 45,3 | 66,7 | 83,1 | 2,4 | 0,4 | 0,1 | 0,3 | 3,5 |
| 1997-1998  | Utah Jazz          | 78  | 49 | 18,5 | 44,5 | 22,2 | 77,0 | 3,5 | 0,7 | 0,2 | 0,4 | 5,7 |
| 1998-1999  | Utah Jazz          | 42  | 1  | 10,9 | 37,7 | 25,0 | 61,9 | 2,0 | 0,6 | 0,1 | 0,2 | 2,8 |
| 1999-2000  | Seattle S.Sonics   | 60  | 5  | 12,0 | 40,6 | 20,0 | 64,3 | 1,8 | 0,7 | 0,2 | 0,3 | 3,4 |
| 2000-2001† | L.A. Lakers        | 62  | 8  | 7,3  | 42,1 | 33,3 | 71,4 | 1,8 | 0,5 | 0,1 | 0,2 | 2,0 |
| 2001-2002  | Milwaukee Bucks    | 6   | 0  | 4,0  | 22,2 | 0,0  | 75,0 | 1,3 | 0,2 | 0,0 | 0,0 | 1,2 |
| 2002-2003  | Toronto Raptors    | 29  | 9  | 18,6 | 38,5 | 25,0 | 81,3 | 3,5 | 0,4 | 0,0 | 0,3 | 4,2 |
| Carriera   | Carriera           | 656 | 95 | 12,2 | 44,0 | 22,5 | 74,8 | 2,6 | 0,5 | 0,1 | 0,3 | 3,9 |

#### Playoffs
| Anno     | Squadra          | PG | PT | MP   | TC%  | 3P%  | TL%  | RP  | AP  | PRP | SP  | PP  |
| -------- | ---------------- | -- | -- | ---- | ---- | ---- | ---- | --- | --- | --- | --- | --- |
| 1993     | Atlanta Hawks    | 1  | 0  | 5,0  | 33,3 | -    | 75,0 | 1,0 | 0,0 | 0,0 | 0,0 | 5,0 |
| 1996     | Utah Jazz        | 12 | 0  | 6,3  | 50,0 | -    | 60,0 | 1,0 | 0,2 | 0,1 | 0,2 | 2,3 |
| 1997     | Utah Jazz        | 20 | 0  | 15,5 | 38,9 | 25,0 | 86,7 | 2,8 | 0,6 | 0,2 | 0,4 | 4,2 |
| 1998     | Utah Jazz        | 20 | 16 | 16,8 | 45,3 | 50,0 | 60,0 | 3,4 | 0,3 | 0,1 | 0,3 | 4,1 |
| 1999     | Utah Jazz        | 8  | 0  | 8,8  | 42,1 | -    | -    | 1,0 | 0,1 | 0,1 | 0,0 | 2,0 |
| 2000     | Seattle S.Sonics | 5  | 0  | 13,6 | 36,8 | 40,0 | 100  | 2,2 | 0,2 | 0,0 | 0,2 | 3,6 |
| 2001†    | L.A. Lakers      | 1  | 0  | 3,0  | -    | -    | -    | 1,0 | 0,0 | 0,0 | 0,0 | 0,0 |
| Carriera | Carriera         | 67 | 16 | 12,9 | 42,5 | 33,3 | 78,4 | 2,3 | 0,3 | 0,1 | 0,2 | 3,5 |

## Palmarès
- Campionato NBA: 1

Los Angeles Lakers: 2001